# Dans les cordes (film, 2007)
Pour les articles homonymes, voir Dans les cordes.
Pour plus de détails, voir Fiche technique et Distribution.
Dans les cordes est un film français réalisé par Magaly Richard-Serrano et sorti en 2007. Il s'agit du premier long métrage de la réalisatrice.
Le film a pour thème la boxe française féminine.

## Synopsis
Joseph est un entraîneur de boxe dans un club français. Il prépare sa fille et sa nièce aux championnats de France. Lors du combat Angie concède une brutale défaite à sa concurrente.

## Fiche technique
- Réalisation : Magaly Richard-Serrano
- Scénario : Magaly Richard-Serrano, Pierre Chosson et Gaëlle Macé
- Musique : Jérôme Bensoussan
- Photographie : Isabelle Razavet
- Montage : Yann Dedet
- Son : Martin Boissau
- Décors : Benoit Peauvadel
- Costumes : Catherine Rigault
- Production : Nathalie Mesuret
- Sociétés de production : Sunday Morning Productions, Canal+, CinéCinémas, Cofinova 3 et Rhône-Alpes Cinéma
- Pays d'origine :  France
- Langue originale : français
- Format : couleur - 35 mm
- Durée : 93 minutes
- Date de sortie :
  -  France: 23 janvier 2007 (Festival d'Angers), 4 avril 2007 (sortie nationale)
  -  Belgique: 2 mai 2007

## Distribution
- Louise Szpindel : Angie
- Stéphanie Sokolinski : Sandra
- Richard Anconina : Joseph
- Maria de Medeiros : Térésa
- Bruno Putzulu Billy
- Jean-Pierre Kalfon : Henri
- Diouc Koma : Abdou
- Chems Dahmani : Jamel
- Ninon Brétécher : Vickie

## Distinctions
- Festival international du film d'aventures de Valenciennes 2007 : sélection officielle en compétition
- Trophées Jeunes Talents 2008 : nomination dans la catégorie « Jeune réalisateur(trice) cinéma » pour Magaly Richard-Serrano